# Lijst van luchthavens geschikt voor de Airbus A380

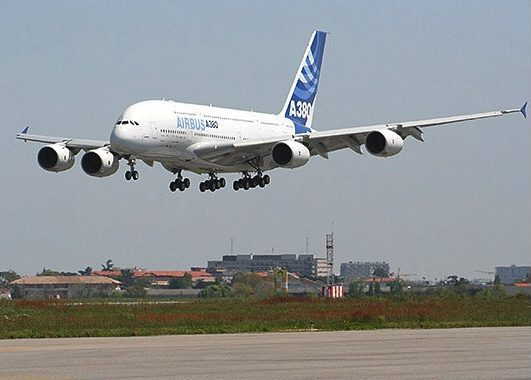
Een landende A380

Dit is een lijst van luchthavens die over voorzieningen voor de Airbus A380 beschikken.

## Afrika
| Luchthaven                                      | Plaats       | Land        |
| ----------------------------------------------- | ------------ | ----------- |
| OR Tambo International Airport                  | Johannesburg | Zuid-Afrika |
| Kotoka International Airport                    | Accra        | Ghana       |
| Internationale luchthaven Mohammed V'           | Casablanca   | Marokko     |
| Sir Seewoosagur Ramgoolam International Airport | Grand Port   | Mauritius   |
| Luchthaven Port Bouet Internationaal'           | Abidjan      | Ivoorkust   |

## Azië
| Luchthaven                                  | Plaats       | Land                         |
| ------------------------------------------- | ------------ | ---------------------------- |
| Abu Dhabi International Airport             | Abu Dhabi    | Verenigde Arabische Emiraten |
| Dubai International Airport                 | Dubai        | Verenigde Arabische Emiraten |
| Bahrain International Airport               | Muharraq     | Bahrein                      |
| Hong Kong International Airport             | Hongkong     | Hongkong, China              |
| Incheon International Airport               | Seoel        | Zuid-Korea                   |
| Narita International Airport                | Tokio        | Japan                        |
| Singapore Changi Airport                    | Singapore    | Singapore                    |
| Beijing Capital International Airport       | Peking       | China                        |
| King Khalid International Airport           | Riyad        | Saoedi-Arabië                |
| Luchthaven Kanton                           | Guangzhou    | China                        |
| Imam Khomeini Airport                       | Teheran      | Iran                         |
| Kuala Lumpur International Airport          | Kuala Lumpur | Maleisië                     |
| Shanghai Pudong Airport                     | Shanghai     | China                        |
| Internationale Luchthaven Suvarnabhumi      | Bangkok      | Thailand                     |
| Chhatrapati Shivaji International Airport   | Mumbai       | India                        |
| Indira Gandhi International Airport         | New Delhi    | India                        |
| Soekarno-Hatta                              | Jakarta      | Indonesië                    |
| Internationale luchthaven Chengdu Shuangliu | Chengdu      | China                        |
| Internationale luchthaven Shenzhen Bao'an   | Luohu        | China                        |

## Europa
| Luchthaven                                | Plaats     | Land                |
| ----------------------------------------- | ---------- | ------------------- |
| Luchthaven Athene                         | Athene     | Griekenland         |
| Brussels Airport                          | Brussel    | België              |
| Charles de Gaulle International Airport   | Parijs     | Frankrijk           |
| Luchthaven Domodedovo                     | Moskou     | Rusland             |
| Düsseldorf Airport                        | Düsseldorf | Duitsland           |
| Aeroport de Barcelona-El Prat             | Barcelona  | Spanje              |
| Frankfurt International Airport           | Frankfurt  | Duitsland           |
| Hamburg Airport                           | Hamburg    | Duitsland           |
| Liege Airport                             | Luik       | België              |
| London Heathrow International Airport     | Londen     | Verenigd Koninkrijk |
| London Gatwick International Airport      | Londen     | Verenigd Koninkrijk |
| Manchester Airport                        | Manchester | Verenigd Koninkrijk |
| Luchthaven München                        | München    | Duitsland           |
| Internationale Luchthaven Oostende-Brugge | Oostende   | België              |
| Luchthaven Schiphol                       | Amsterdam  | Nederland           |
| Shannon International Airport             | Shannon    | Ierland             |
| Luchthaven Wenen                          | Wenen      | Oostenrijk          |
| Luchthaven van Praag                      | Praag      | Tsjechië            |
| Luchthaven Zürich                         | Zürich     | Zwitserland         |
| Aeroporto di Milano Malpensa              | Milaan     | Italië              |
| Luchthaven Roma-Fiumicino                 | Rome       | Italië              |
| Leonardo da Vinci–Fiumicino Airport       | Rome       | Italië              |
| Københavns Lufthavne Kastrup              | Kopenhagen | Denemarken          |

## Noord-Amerika
| Luchthaven                              | Plaats            | Staat          | Land             |
| --------------------------------------- | ----------------- | -------------- | ---------------- |
| Dallas/Fort Worth International Airport | Dallas/Fort Worth | Texas          | Verenigde Staten |
| John F. Kennedy International Airport   | New York          | New York       | Verenigde Staten |
| Los Angeles International Airport       | Los Angeles       | Californië     | Verenigde Staten |
| O'Hare International Airport            | Chicago           | Illinois       | Verenigde Staten |
| San Francisco International Airport     | San Francisco     | Californië     | Verenigde Staten |
| Logan International Airport             | Boston            | Massachusetts  | Verenigde Staten |
| Miami International Airport             | Miami             | Florida        | Verenigde Staten |
| Washington Dulles International Airport | Washington D.C.   | -              | Verenigde Staten |
| Toronto Pearson International Airport   | Toronto           | Ontario        | Canada           |
| Vancouver International Airport         | Vancouver         | Brits-Columbia | Canada           |

## Zuid-Amerika
| Luchthaven                                     | Plaats    | Land     |
| ---------------------------------------------- | --------- | -------- |
| Aeroporto Internacional de São Paulo-Guarulhos | São Paulo | Brazilië |

## Oceanië
| Luchthaven                            | Plaats    | Staat           | Land          |
| ------------------------------------- | --------- | --------------- | ------------- |
| Brisbane International Airport        | Brisbane  | Queensland      | Australië     |
| Kingsford Smith International Airport | Sydney    | New South Wales | Australië     |
| Melbourne Airport                     | Melbourne | Victoria        | Australië     |
| Perth International Airport           | Perth     | West-Australië  | Australië     |
| Auckland Airport                      | Auckland  |                 | Nieuw-Zeeland |
| Adelaide Airport                      | Adelaide  | Zuid-Australië  | Australië     |